# Leszek Świgoń

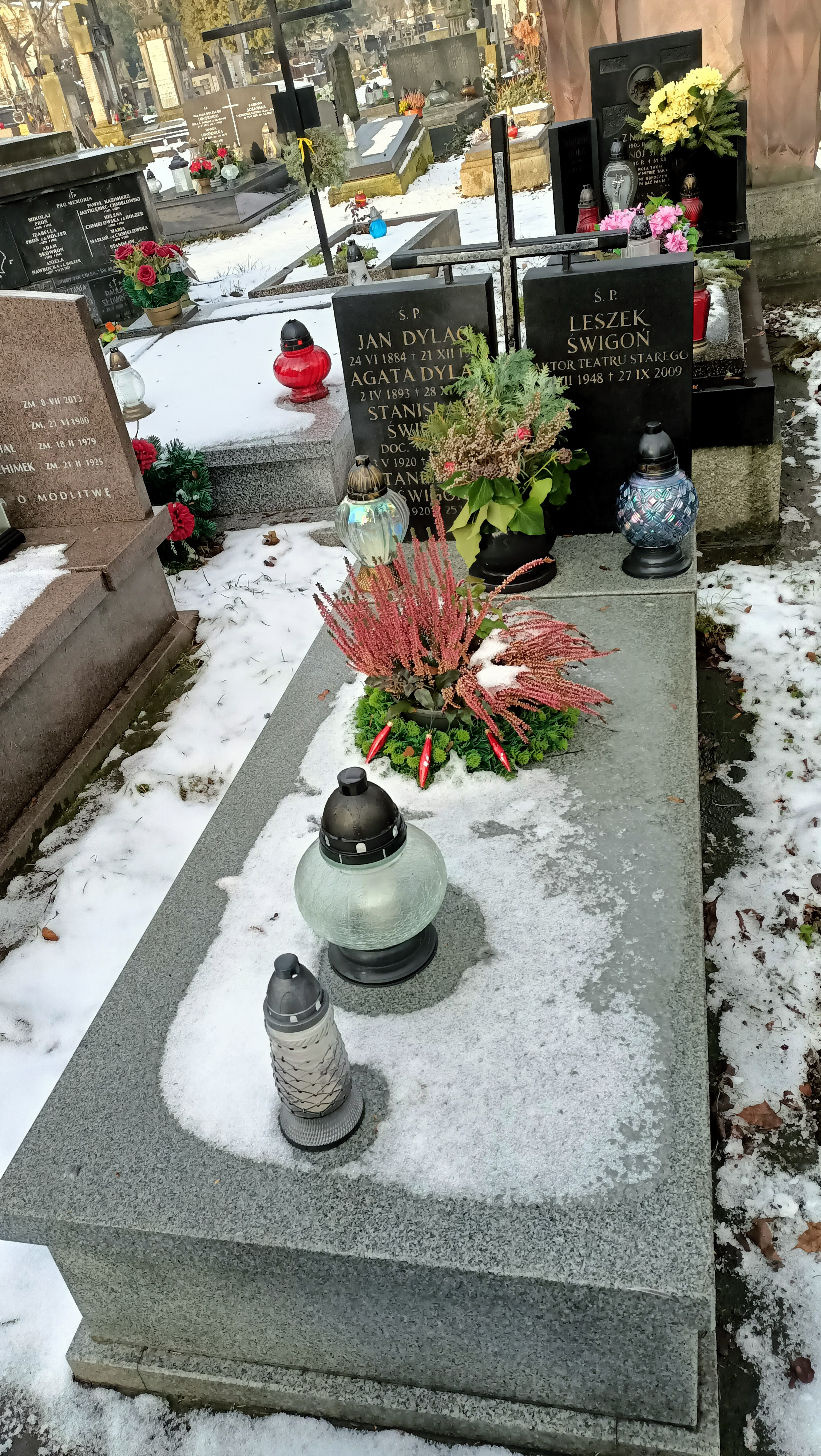
Grób Leszka Świgonia na cmentarzu Rakowckim w Krakowie

Leszek Jan Świgoń (ur. 7 sierpnia 1948 w Krakowie, zm. 27 września 2009 tamże) – polski aktor teatralny i filmowy.
Absolwent krakowskiej PWST. Aktor Teatru Ludowego w Krakowie (1970–1974) i Starego (od 1974 do śmierci). Wieloletni przewodniczący krakowskiego oddziału Związku Artystów Scen Polskich.

## Filmografia
- Karol. Człowiek, który został papieżem (2004), reż. G. Battiato - Biskup Jop
- Duże zwierzę (2000), reż. J. Stuhr - Posterunkowy
- Ekstradycja 2 (odc. 8) (1996), reż. W. Wójcik - Członek zarządu "Geobanku"
- Śmierć jak kromka chleba (1994), reż. K. Kutz
- Dzieci wojny (1991), reż. K. Rogulski
- Rodzina Kanderów (1988), reż. Z. Chmielewski - Kierownik działu personalnego fabryki
- Śmierć Johna L. (1987), reż. T. Zygadło - Boguś, partner matki Zbyszka
- Blisko, coraz bliżej (1982), reż. Z. Chmielewski - Jerzy Porwoll
- Z biegiem lat, z biegiem dni... (odc. 1) (1980), reż. A. Wajda i E. Kłosiński
- Operacja Himmler (1979), reż. Z. Chmielewski - Wykładowca w szkole szermierczej SS
- Ślad na ziemi (odc. 6) (1978), reż. Z. Chmielewski - robotnik
- Dulscy (1975), reż. J. Rybkowski - Urzędnik